# (44192) Paulguttman
(44192) Paulguttman est un astéroïde de la ceinture principale.

## Description
(44192) Paulguttman est un astéroïde de la ceinture principale. Il fut découvert le 18 juin 1998 à Mount Hopkins par Carl W. Hergenrother. Il présente une orbite caractérisée par un demi-grand axe de 2,54 UA, une excentricité de 0,18 et une inclinaison de 14,0° par rapport à l'écliptique.

## Compléments